# Berdeniella vanosica
Berdeniella vanosica is een muggensoort uit de familie van de motmuggen (Psychodidae). De wetenschappelijke naam van de soort is voor het eerst geldig gepubliceerd in 1976 door Vaillant.